# Luz Argentina Chiriboga
Pour les articles homonymes, voir Argentina (homonymie).
Luz Argentina Chiriboga (née le 1er avril 1940 à Esmeraldas) est une écrivaine équatorienne qui a été l'une des premières à aborder la dualité des cultures africaine et hispanique. Dans sa poésie et ses romans, elle écrit sur les femmes d'une manière qui remet en question les stéréotypes préconçus. Sa nouvelle El Cristo de la mirada baja a remporté le premier prix en 1986 au Concours littéraire international du Libérateur général San Martín, qui s'est tenu à Buenos Aires.

## Biographie

### Jeunesse
Luz Argentina Chiriboga Guerrero est née le 1er avril 1940 à Esmeraldas, en Équateur, fille du producteur de bananes Segundo Chiriboga Ramírez et de Luz Maria Guerrero Morales. Elle a fréquenté l'école publique Hispanoamericana jusqu'en quatrième année, puis a été transférée au Colegio Nacional Cinco de Agosto à Esmeraldas, où elle a étudié jusqu'en 1955. Chiriboga a ensuite terminé ses études secondaires au Colegio Nacional 24 de Mayo à Quito et a poursuivi ses études à l'Université centrale de l'Équateur, où elle a obtenu une licence en biologie avec une spécialisation en écologie. En 1962, elle a épousé l'écrivain Nelson Estupiñán Bass et ils ont quitté Quito pour retourner à Esmeraldas, où elle a passé les années suivantes à élever des enfants et à faire des recherches pour l'œuvre de son mari.

### Carrière
En 1968, Chiriboga a commencé à écrire, inspirée par un cirque venu en ville. Elle a montré son histoire à son mari, qui l'a encouragée à continuer. Au cours des années suivantes, elle a écrit plusieurs poèmes et pièces de théâtre, publiés dans des périodiques comme Débora, Letras del Ecuador et Revisa Cultura. En 1976, elle a été élue présidente de l'Union nationale des femmes de l'Équateur et a travaillé pendant les années suivantes sur un projet du Conseil provincial d'Esmeraldas visant à construire un jardin botanique pour la ville. Ce projet n'a jamais été mené à terme et elle s'est remise à écrire, produisant un recueil de cinquante poèmes intitulé Las Voces de la Vida et axé sur des thèmes environnementaux. En 1981, elle publie dans Revista Cultura un article intitulé « La Música Popular y la Mujer » (La musique populaire et les femmes), qui examine les paroles dégradantes de la musique populaire qui glorifient les abus envers les femmes.
À partir de 1983, Chiriboga s'est impliquée dans le Congrès de la culture noire, participant à l'événement tenu à Cali en Colombie et au Congrès de 1985 au Panama. Ces congrès l'ont inspirée pour commencer à travailler sur son roman Bajo la piel de los tambores (Sous la peau des tambours, publié en 1991), qui a marqué l'émergence de l'identité afro-latine dans ce qui avait été soit une tradition littéraire hispanique homogénéisée, soit une tradition afro-hispanique centrée sur les protagonistes masculins, et qui non seulement a introduit la race, mais a abordé des sujets souvent évités dans la littérature hispanique, comme le contrôle des naissances, le fétichisme, la violence sexuelle, etc. Elle a reçu une attention critique favorable, tout comme une nouvelle qu'elle a publiée pendant qu'elle travaillait sur le roman, intitulée El Cristo de la mirada baja, qui a remporté le premier prix en 1986 au Concours littéraire international du Libérateur général San Martín, qui s'est tenu à Buenos Aires.
Les œuvres de Chiriboga remettent en question les stéréotypes sur la sexualité des femmes et s'intéressent au désir, ignorant les traditions de bienséance imposées par les codes d'honneur patriarcaux et l'autorité religieuse. Elle confronte les idées stéréotypées sur la pureté cléricale en dépeignant leur sensualité et les femmes noires lascives avec des personnages asexués. Reconnaissant que les hommes qui écrivent sur les femmes ont tendance à les poétiser, Chiriboga utilise sa voix pour élever la conscience.Elle s'interroge également sur la dualité de la culture et sur ce que signifie faire partie de la diaspora africaine dans un pays dominé par les traditions latino et métisse. Elle a été conférencière dans des congrès et des séminaires en Afrique, dans les Amériques, dans les Caraïbes et en Europe, et ses œuvres ont été traduites en anglais, en français, en italien et en quechua.